# Lac Yehuin
Le lac Yehuin (en espagnol : lago Yehuin) est un lac situé dans la grande île de la Terre de Feu en Patagonie argentine. C'est un lieu de villégiature pour les habitants des deux villes les plus proches, Río Grande et Ushuaïa.
Le nom yehuin signifie en langue selknam « chant » ou « chanter » en référence au son dû à l’effet du vent sur ses eaux.